# Nottingham Cottage
Nottingham Cottage (becenevén "Nott Cott") egy ház a londoni Kensington-palota területén. Kegyként a házban gyakran laktak a brit királyi család tagjai, valamint a személyzet és az alkalmazottak.

## Tervezés és helyszín
A Nottingham Cottage egy ház a Kensington-palota területén. A mennyezet alacsonyságáról ismert, a korábbi lakosoknak Vilmos hercegnek és Harry hercegnek le kell hajolniuk, hogy ne verjék be a fejüket. Marion Crawford, aki 1948 és 1950 között lakott a nyaralóban, úgy jellemezte a házat, mint „a fűszerezett vörös téglák álmát … rózsákkal az ajtó körül”. Alapterülete 1324 négyzetláb (123 m²). Két másik kegyelem- és kegyház, az Ivy Cottage és a Wren Cottage közelében áll.
A házat Christopher Wren tervezte. Neve a Nottingham House-ból, Nottingham grófjának rezidenciájából ered: 1689-ben a második gróf eladta az ingatlant III. Vilmosnak és II. Máriának, akik a birtokot Kensington House-ként, később Kensington-palotaként fejlesztették ki.

## Története
A Nottingham Cottage korábban Henrik gloucesteri hercegnek és feleségének, Alice hercegnének adott otthont. Amikor Henrik 1948-ban nyugalomba vonult, a házat egy életre Marion Crawford, Erzsébet és Margaret hercegnők egykori nevelőnője kapta meg. Hálaképpen Crawford szolgálatáért Queen Mary, a hercegnők nagyanyja viktoriánus bútorokkal és virágnyomatokkal díszítette fel neki a házat. Crawford 1950-ben távozni kényszerült, miután a királyi családról szóló történeteket adott el az újságoknak, amelyeket a The Sunday Express szerkesztője, John Gordon hozott nyilvánosságra, hogy nyomást gyakoroljon rá, hogy további történeteket és cikkeket adjon el neki.
Az otthont később kölcsönadták Miles Hunt-Davisnek, Edinburgh hercege magántitkárának és feleségének, Anitának. Robert Fellowes, II. Erzsébet magántitkára és felesége, Lady Jane Fellowes, Diána walesi hercegné nővére is lakott a házban.
Vilmos, Cambridge hercege és Katalin cambridge-i hercegné 2011 és 2013 között házasságkötésük után a Nottingham Cottage-ot használták londoni rezidenciájukként, megosztva idejüket a nyaraló és a walesi Bodorgan birtokon lévő otthonuk között. A házikót Kelly Hoppen lakberendező rendezte be a házaspár számára. A herceg és a hercegné ott lakott fiukkal, György herceggel annak születése után, mielőtt 2013 októberében a Kensington-palotába költöztek volna.
Harry herceg bátyja távozása után a Clarence-házból költözött a Nottingham Cottage-ba, miután leszerelt a hadseregtől, amelyet „legénylakásként” emlegettek. Harry herceg is itt kérte meg Meghan Markle-t ; eljegyzésüket követően együtt laktak a nyaralóban. 2019 áprilisában a pár a Frogmore Cottage-ba költözött, mielőtt megszületett első gyermekük. Harry azt állította, hogy verekedés történt közte és William között a nyaralóban, amiért testvére később bocsánatot kért. Harry azt állítja, hogy távozása közben William „sajnálkozónak tűnt, és bocsánatot kért”. Esküvőjüket követően a hírek szerint Beatrix hercegnő és férje, Edoardo Mapelli-Mozzi beköltöznek a házba.

## Fordítás
- Ez a szócikk részben vagy egészben  a   Nottingham Cottage című angol Wikipédia-szócikk ezen változatának fordításán alapul.  Az eredeti cikk szerkesztőit annak laptörténete sorolja fel. Ez a jelzés csupán a megfogalmazás eredetét és a szerzői jogokat jelzi, nem szolgál a cikkben szereplő információk forrásmegjelöléseként.